# Ņikita Koļesņikovs
Ņikita Koļesņikovs (ur. 30 października 1992 w Jełgawie) – łotewski hokeista.

## Kariera
- HS Riga (2007-2008)
- SK Riga 18 (2008-2009)
- SK Riga/Profs 18 (2009-2010)
- HK Rīga (2010-2011)
- Shawinigan Cataractes (2011)
- Blainville-Boisbriand Armada (2011-2012)
- HC 05 Banská Bystrica (2012)
- Stjernen (2012-2013)
- HC Fassa (2013)
- Odense Bulldogs (2013-2014)
- Kallinge/Ronneby IF (2014)
- Västerviks IK (2014-2015)
- Dunaújvárosi Acélbikák (2015)
- Edinburgh Capitals (2015-2016)
- Saint-Georges Cool FM 103.5 (2016-2017)
- Edinburgh Capitals (2017-2018)
- Cracovia (2018)
- Melbourne Mustangs (2018)
- Roanoke Rail Yard Dawgs (2018-2019)
- HK Mogo (2019)
- Donbas Donieck (2019-2021)
- HK Zemgale (2021)
- HK Dinaburga (2021-2022)

Wychowanek klubu HK Zemgale. Grał w ekstralidze łotewskiej, w barwach HK Riga przez rok występował w rosyjskiej lidze juniorskiej MHL edycji MHL (2010/2011). W sezonie 2011/2012 grał w kanadyjskiej lidze juniorskiej QMJHL w ramach CHL, reprezentując w tym okresie dwa zespoły. Po roku wrócił do Europy i od tego czasu występował w drużynach z słowackiej ekstraligi, norweskiej GET-ligaen, lidze włoskiej, superlidze duńskiej, szwedzkiej lidze Hockeyettan, lidze węgierskiej. W styczniu 2016 przeszedł do szkockiej drużyny Edinburgh Capitals w brytyjskich rozgrywkach EIHL. W sierpniu 2016 został zawodnikiem Saint-Georges Cool FM 103.5 w kanadyjskich rozgrywkach Ligue Nord-Américaine de Hockey (LNAH). W listopadzie 2017 ponownie został zawodnikiem Edinburgh Capitals. Pod koniec stycznia 2018 został graczem Cracovii w rozgrywkach Polskiej Hokej Ligi. Po sezonie opuścił klub. W maju 2018 przeszedł do australijskiego klubu Melbourne Mustangs, w barwach którego grał latem 2018. W sezonie 2018/2019 występował w amerykańskim zespole Southern Professional Hockey League w rozgrywkach Southern Professional Hockey League (SPHL). We wrześniu 2019 przeszedł do rodzimego HK Mogo, a w grudniu 2019 do ukraińskiego Donbasu Donieck. Od lipca 2021 zawodnik macierzystego HK Zemgale, a od jesieni 2021 w HK Dinaburgahttps://lhf.lv/match/14910. Po sezonie 2021/2022 zakończył karierę.
W barwach juniorskich reprezentacji Łotwy uczestniczył w turniejach mistrzostw świata do lat 18 edycji 2009 (Dywizja IB), 2010 (Elita) oraz mistrzostw świata do lat 20 edycji 2012 (Elita).

## Sukcesy
Reprezentacyjne
- Awans do mistrzostw świata do lat 18 Elity: 2009

Klubowe
- Srebrny medal mistrzostw Ukrainy: 2020 z Donbasem Donieck
- Złoty medal mistrzostw Ukrainy: 2021 z Donbasem Donieck

Indywidualne
- LNAH 2016/2017: najlepszy defensywny debiutant ligi
- AIHL 2017/2018: mecz gwiazd (zespół Boyle)